# Национальный олимпийский комитет Лесото
Национальный олимпийский комитет Лесото (англ. Lesotho National Olympic Committee) — организация, представляющая Лесото в международном олимпийском движении. Основан в 1971 году, зарегистрирован в МОК в 1972 году.
Штаб-квартира расположена в Масеру. Является членом Международного олимпийского комитета, Ассоциации национальных олимпийских комитетов Африки и других международных спортивных организаций. Осуществляет деятельность по развитию спорта в Лесото.